# Nicola Fiorentino
Nicola Fiorentino (Pomarico, 3 aprile 1755 – Napoli, 12 dicembre 1799) è stato uno scienziato, scrittore e patriota italiano.

## Biografia

### Origini e formazione
Nicola Fiorentino nacque a Pomarico il 3 aprile 1755, alle ore otto, da Giuseppe e Giulia Sisto, di famiglia gentiliziaː suo padre, di una facoltosa famiglia montalbanese, oltre alla professione di medico, si occupava degli interessi familiari sia attraverso varie compravendite di terreni ed immobili, sia tramite il commercio dei prodotti delle proprietà agricole.
Il giovane Nicola, trasferitosi a Montalbano, rimase nella cittadina ionica fino all’età di dieci anni, quando fu mandato a studiare nel seminario diocesano di Tricarico, istituito agli inizi del Seicento sulla base delle disposizioni tridentine e dove, in conformità con il piano di studi, avrebbe appreso i rudimenti delle lingue classiche, retorica, teologia e logica.
Dopo neppure diciotto mesi in seminario, nel 1767 fu mandato a Napoli, «affin di perfezionarsi in quegli studi che elaborati avea nei rispettivi luoghi», nelle scuole del Salvatore e fu allievo di Marcello Cecere, studioso di «Geometria Elementare» e di «Matematica sintetica». In questo campo, il Fiorentino mostrò notevoli attitudini, guidato, in seguito, dal nobile Girolamo Saladini, canonico bolognese, ritenuto un’autorità nel calcolo matematico e nelle dimostrazioni algebriche. Del resto, gli anni in cui il Fiorentino si trovò a Napoli come studente furono segnati da una grande "esplosione" del pensiero scientifico facente capo alle scuole, appunto, del Saladini e del montepelosano Vito Caravelli, che produssero, oltre a Fiorentino, personaggi come il coetaneo Nicola Fergola. Il giovane montalbanese ebbe modo di usufruire del lavoro di Giacinto Dragonetti e di Antonio Genovesi.
Nel 1769, a soli quattordici anni, Fiorentino vinse il concorso per la cattedra di matematica nel Liceo dell’Aquila, ma non poté occuparla per la sua giovane età, non avendo, infatti, compiuti i quindici anni richiesti: tuttavia, come premio per l’ingegno dimostrato, al Fiorentino fu decretato un assegno e la frequenza al collegio Angarano di Bologna, dove si distinse a tal punto per il profitto che, dopo un anno, il Regio Visitatore Andrea Franchi, in una lettera del 16 settembre del 1773, scriveva al sovrano che «più colà il Fiorentino a far non ci avea». Una volta addottoratosi negli studi giuridici a Bologna, comunque, Nicola Fiorentino decideva di tornare nel Regno di Napoli.

### Soprintendente a Bari
Nel 1774, Fiorentino ottenne la cattedra di Filosofia razionale e matematica presso la Scuola Regia di Bari, istituita nel 1770, nell’ambito del piano di riforma dell’istruzione, sostenuto dal Genovesi e accolto da Ferdinando IV.
Nel 1781, morto Gian Luigi Sagarriga Visconti, Governatore del convitto di Bari e socio dell’Accademia di Scienze e Belle Lettere, «ancorché vi fosse legge di non potersi conferire quella carica ad uno meno di quaranta anni, pure la Maestà del Sovrano, avendo riguardo a’ suoi talenti e a servigi prestati con della somma attenzione, gli conferì benignamente la carica di Soprintendente agli studi della Scuola Regia di Bari».

### Giurista e amministratore
Tuttavia, ben presto per problemi di salute il Fiorentino tornava a Napoli, dove si dedicò alla professione legale, ottenendo una “provvisione” dal sovrano e dedicandosi anche all’insegnamento privato della matematica e della filosofia. In questi stessi anni, era, altresì, proprietario di una ben avviata attività commerciale di prodotti coloniali, come spezie e cacao di provenienza varia.
Nel 1789, il Fiorentino fu nominato Governatore di Montauro e Gasperina in Calabria e, in seguito, di Catanzaro. Nel 1794, anno in cui pubblicò le Riflessioni sul Regno di Napoli, fu trasferito prima a Crotone, poi nel Salernitano; l’anno dopo fu a Postiglione, dove avrebbe impartito lezioni di diritto al giovane Pietro Colletta, del quale fu ospite durante una malattia. Fino al 1798 fu governatore di Torre del Greco, Resina e Portici, come prova un suo decreto inviato dal castello baronale di Torre del Greco al cassiere Francesco Riveccio.

### Da illuminista a repubblicano
Nel 1799, nell’ambito di circuiti sociopolitici fondati su una solida cultura di stampo umanistico-politico e di tendenza riformatrice, maturò la pratica politica esplicatasi, in forme quanto mai variegate, nel corso del semestre rivoluzionario. È notevole, in tal senso, che Fiorentino componesse un Inno a San Gennaro per la Conservazione della Libertà, pubblicato il 5 marzo del 1799, nel quale veniva invocata dal santo protettore di Napoli la assistenza ai rivoluzionari e ai francesi, chiedendo «serva tu la libertate / al tuo popolo fedel». In quegli stessi giorni, il Fiorentino rivolgeva un accorato appello alla intellettualità napoletana a mezzo del discorso A' giovani cittadini studiosi, «un documento che ben testimonia le direttive culturali del governo repubblicano […] che si potrebbe definire come un manifesto di formazione dei concetti politici e culturali della propaganda repubblicana e dell’invito all’esemplarità di eroi dell’azione».
Quando, il 9 luglio, il re giunse da Palermo, incominciarono i processi e le condanne: salirono sul patibolo, tra gli altri, i lucani Nicola Carlomagno, Michele Granata, Cristoforo Grossi, Felice Mastrangelo, Francesco Mario Pagano, Nicola Palomba e, appunto, Fiorentino che, il 12 dicembre 1799, salutati gli amici, senza rendere penosa la separazione, con risolutezza e raccoglimento procedette verso il patibolo. Erano le 19.00. Fu sepolto nella Chiesa del Carmine maggiore, insieme a Granata, Carlo Romeo, Leopoldo De Renzis.

## Opere
Al periodo della soprintendenza risale, come evidente dal titolo, nel quale il Fiorentino è esplicitamente detto «Soprantendente delle Regie Scuole di Bari», il Saggio sulle Quantità Infinitesime e sulle Forze Vive e Morte, in cui, in tre brevi capitoli, si tratta del calcolo infinitesimale, delle cosiddette «forze vive» e della gravità, ispirandosi alla trattazione leibniziana.
All'inizio degli anni Ottanta del XVIII secolo compose, probabilmente come corollario dell’attività di insegnante e di avvocato, i Principj di giurisprudenza criminale, pubblicati dallo stampatore Gennaro Verriento nel 1782, cui si aggiunsero la Dissertazione sopra alcuni punti di giurisprudenza criminale e l’appendice su «pruove e pene» alle Istituzioni del fratello Antonio.
Nel 1794 pubblicò le Riflessioni sul Regno di Napoli, dedicate a Tommaso d'Avalos d'Aquino d'Aragona, marchese di Pescara e del Vasto, personaggio illustre dell’entourage di re Ferdinando IV, nonché «principe» della Reale Accademia e delle Scienze e Belle Lettere di cui il Fiorentino era socio. Le Riflessioni sono costituite da quattro capitoli, ben definiti dal Fiorentino e seguiti da un'appendice in cui sosteneva esplicitamente di aver cercato di rimediare all’inconveniente di non aver potuto, in precedenza, «ben ordinare e limare le dottrine», essendo impegnato nella seconda edizione dei Principi di Giurisprudenza Criminale. 
I primi due sono dedicati a «Studi e Tribunali» e ad «Arti, Commercio e Rendite dello Stato», mentre la seconda metà dell’opera tratta «Agricoltura, Pastorizia, Popolazione e Vitto».
Al periodo della Repubblica Napoletana risalgono due scritti estemporaneiː un Inno a San Gennaro per la Conservazione della Libertà, pubblicato il 5 marzo del 1799 e il proclama A' giovani cittadini studiosi. Non stupisce l'uso della forma poetica in uno scienziato come lui, in quanto fonti dell’epoca riferiscono che il Fiorentino stesse, nel quinquennio precedente, per dare alle stampe un volume di Rime che, allo stato, non risulta aver in alcun modo pubblicato.